# Liste der Kulturdenkmäler in Kircheib
In der Liste der Kulturdenkmäler in Kircheib sind alle Kulturdenkmäler der rheinland-pfälzischen Ortsgemeinde Kircheib aufgelistet. Grundlage ist die Denkmalliste des Landes Rheinland-Pfalz (Stand 4. Mai 2023).

## Einzeldenkmäler
| Bezeichnung              | Lage                         | Baujahr         | Beschreibung                                                                    | Bild                           |
| ------------------------ | ---------------------------- | --------------- | ------------------------------------------------------------------------------- | ------------------------------ |
| Meilenstein              | Hauptstraße, bei Nr. 57 Lage | um 1820         | preußischer Viertelmeilenstein (Streckenkilometer 14,527), zylindrisch, um 1820 | Fotos hochladen                |
| Evangelische Pfarrkirche | Kirchstraße Lage             | 12. Jahrhundert | romanische Pfeilerbasilika; auf dem Kirchhof zwei alte Grabsteine               | weitere Bilder Fotos hochladen |